# Hadern
Hadern is een stadsdeel (Duits: Stadtbezirk) van de Duitse stad München, deelstaat Beieren. Hadern in het zuidwesten van München wordt ook aangeduid als Stadtbezirk 20.
Eind 2018 woonden er in het 9,22 km² grote Stadtbezirk 49.898 inwoners. De omliggende stadsdelen en districtsgrenzen zijn Pasing-Obermenzing en Laim in het noorden met de Senftenauerstraße als grens, Sendling-Westpark in het oosten met de Fürstenrieder Straße als grens en Thalkirchen-Obersendling-Forstenried-Fürstenried-Solln in het zuiden met de Forst-Kasten-Allee als scheidingsweg. In het zuidwesten en westen grenst het stadsdeel aan de gemeentegrenzen met in het zuidwesten de gemeente Neuried en in het westen de aangrenzende gemeenten Planegg en Gräfelfing.
Van het het 9,22 km² oppervlak wordt 1,7 km² of bijna een vijfde van het totaal ingenomen door de grootste begraafplaats van München, Waldfriedhof in het zuiden van het Stadtbezirk.
Het stadsdeel bestaat uit de volgende drie wijken, van noord naar zuid:
1. Blumenau
2. Neuhadern
3. Großhadern (met het Waldfriedhof)

De belangrijkste verkeersader is de Lindauer Autobahn of A 96 die Hadern doorkruist van west naar oost tussen Blumenau en Neuhadern met twee afritten in het gebied van het stadsdeel. Großhadern, en dan in het bijzonder het universitair ziekenhuis Klinikum Großhadern en de medische faculteit van de LMU worden met openbaar vervoer zeer goed ontsloten met het terminusstation Klinikum Großhadern op de U6-metrolijn van de U-Bahn van München. Verder noordoostwaarts heeft de U6 in het stadsdeel ook nog haltes aan de stations Großhadern en Haderner Stern.
Allach-Untermenzing · 
Altstadt-Lehel · 
Au-Haidhausen · 
Aubing-Lochhausen-Langwied · 
Berg am Laim · 
Bogenhausen · 
Feldmoching-Hasenbergl · 
Hadern · 
Laim · 
Ludwigsvorstadt-Isarvorstadt · 
Maxvorstadt · 
Milbertshofen-Am Hart · 
Moosach · 
Neuhausen-Nymphenburg · 
Obergiesing-Fasangarten · 
Pasing-Obermenzing · 
Ramersdorf-Perlach · 
Schwabing-Freimann · 
Schwabing-West · 
Schwanthalerhöhe · 
Sendling · 
Sendling-Westpark · 
Thalkirchen-Obersendling-Forstenried-Fürstenried-Solln · 
Trudering-Riem · 
Untergiesing-Harlaching